# Ruth Klüger
Susanne Ruth Klüger, que també publicà amb el pseudònim Ruth Angress (Viena, 30 d'octubre de 1931 – Irvine, Califòrnia, 6 d'octubre de 2020) fou una escriptora i docent estatunidenca jueva d'origen austríac. Supervivent de l'Holocaust jueu, exercí de professora emèrita d'Estudis alemanys a la Universitat de Califòrnia a Irvine. També fou l'autora d'un llibre de memòries que es titula "weiter leben: Eine Jugend" ("Continuar vivint: una joventut") sobre la seva infantesa durant el Tercer Reich.
El 1938, Hitler va arribar a Viena. L'annexió d'Àustria al Tercer Reich va afectar profundament la vida de Klüger. Klüger, que llavors només tenia sis anys, va haver de canviar d'escola sovint i va créixer en un ambient hostil i antisemita. El seu pare, que era un ginecòleg jueu, va perdre la seva llicència de pràctica mèdica, i després, va ser empresonat per realitzar un avortament il·legalment.
Després que els nazis envaissin Àustria, va ser deportada amb la seva mare al camp de concentració de Theresienstadt amb només 11 anys; el seu pare va intentar fugir a l'estranger, però va ser detingut i assassinat. A l'any de la seva estada al camp de concentració de Theresienstadt, va ser traslladada a Auschwitz, i després a Christianstadt, un subcamp de Gross-Rosen, d'on va aconseguir fugir poc abans de l'alliberació. Després de la Segona Guerra Mundial, el 1945, es va establir al poble bavarès de Straubing i va estudiar filosofia i història a la Philosophisch-theologische Hochschule a Regensburg.

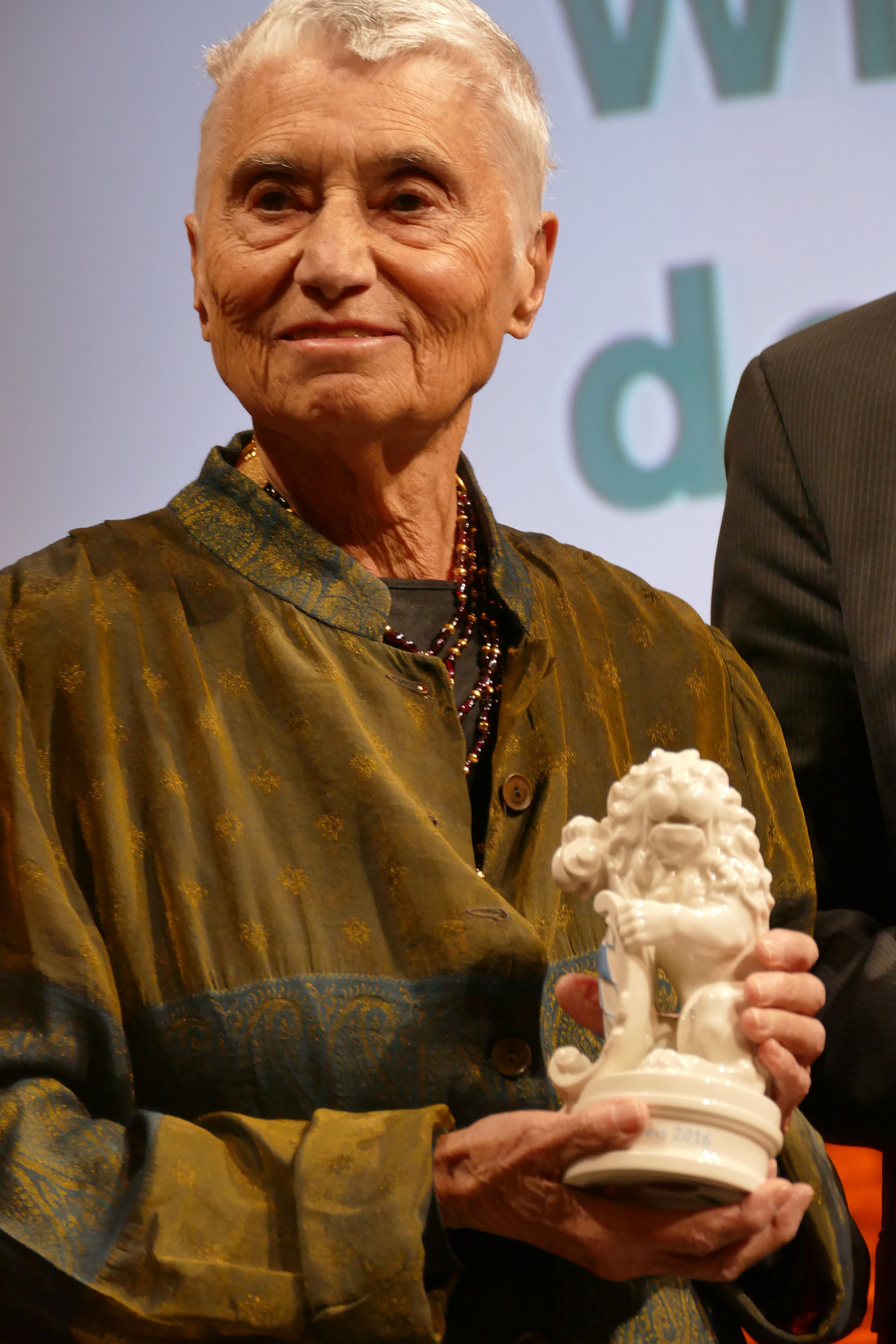
Ruth Krüger amb el Premi Bayerischen Buchpreis el 2016

L'any 1947, Ruth va emigrar als Estats Units d'Amèrica per estudiar literatura anglesa a Nova York i literatura alemanya a Berkeley. Va obtenir un màster l'any 1952 i després un doctorat el 1967. Va treballar com a professora de literatura alemanya a la universitat de Cleveland, Ohio, Kansas i Virginia, també a Princeton i UC Irvine. També era estat des de 1988 professora convidada a la Georg-August-Universität de Göttingen.
Klüger fou una autoritat reconeguda en literatura alemanya, i especialment en Lessing i Kleist. Viu a Irvine, Califòrnia i a la ciutat alemanya de Göttingen.
En les seves memòries, Still Alive ("Encara viva"), que va escriure quan tenia 70 anys, Klüger se centra en la seva experiència de la invasió de Viena quan era jove i el seu temps als camps de concentració. El relat va més enllà de la seva experiència com a presa i la seva fugida de Christianstadt, i explica la seva vida com una refugiada de la postguerra.
El 27 de gener de 2016 va ser l'encarregada de pronunciar en el Bundestag l'al·locució del Dia de la Commemoració de les Víctimes del Nacionalsocialisme, on va explicar la seva experiència. Al final de la seva conferència, va lloar l'obertura de les fronteres alemanyes davant de la crisi dels refugiats.

## Obres
Ruth Klüger també va escriure diverses obres amb el pseudònim Ruth Angress.
- weiter leben. Eine Jugend. Wallstein, Göttingen (1992)
- Frauen lesen anders. Múnic (1996)
- Katastrophen. Über deutsche Literatur. Múnic (1997).
- Landscapes of Memory. A Holocaust Girlhood Remembered. Bloomsbury Publishing, (2004)
- Gelesene Wirklichkeit. Fakten und Fiktionen in der Literatur. Wallstein, Göttingen (2006)
- Gemalte Fensterscheiben. Über Lyrik. Wallstein, Göttingen (2007)
- unterwegs verloren. Erinnerungen. Zsolnay, Viena (2008)
- Was Frauen schreiben. Zsolnay, Viena (2010)
- Zerreißproben. Kommentierte Gedichte. Zsolnay, Viena (2013)
- Marie von Ebner-Eschenbach. Anwältin der Unterdrückten. Mandelbaum, Viena (2016)
- Gegenwind. Gedichte und Interpretationen. Paul-Zsolnay-Verlag, Viena (2018)

## Premis i guardons

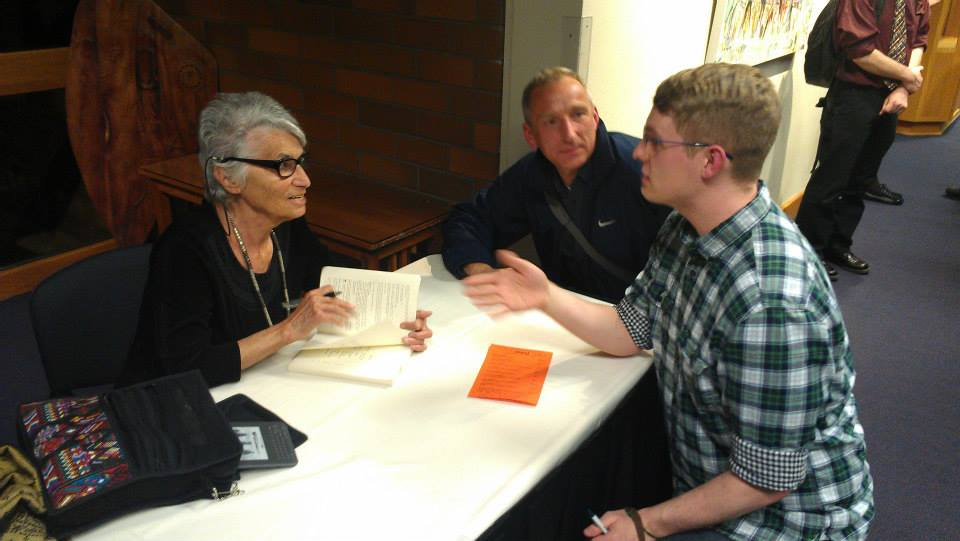
Klüger a la setmana commemorativa de l'Holocaust a la Universitat Estatal d'Oregon el 2013

- 1993: Premi Grimmelshausen i el Premi Literari Rauriser
- 1997: Premi d'Estat austríac de critica literària
- 1997: Honor de la societat Heinrich Heine
- 1999: Premi Thomas Mann; Premi de la Frankfurter Anthologie
- 2001: Premi Bruno Kreisky per a obres polítiques
- 2003: Premi de periodisme de la Ciutat de Viena
- 2003: Ehrendoktorwürde de la Universitat de Göttingen
- 2006: Premi Roswitha
- 2007: Premi Lessing de l'Estat Lliure de Saxònia
- 2008: Medalla Hermann Cohen
- 2008: Bundesverdienstkreuz erster Klasse der Bundesrepublik Deutschland
- 2008: Premi femení vienès
- 2010: Medalla d'honor de la ciutat de Göttingen
- 2011: Premi Theodor Kramer
- 2011: Danubius-Donauland-Sachbuchpreis
- 2014: Premi Germans Grimm de la Universitat Philipps de Marburg
- 2015: Honor Paul Watzlawick
- 2015: Doctora honorari de la Universitat de Viena
- 2016: Bayerischer Buchpreis